# Lasioglossum megagnathum
Lasioglossum megagnathum är en biart som först beskrevs av Walker 1997.  Lasioglossum megagnathum ingår i släktet smalbin, och familjen vägbin. Inga underarter finns listade i Catalogue of Life.

## Bildgalleri

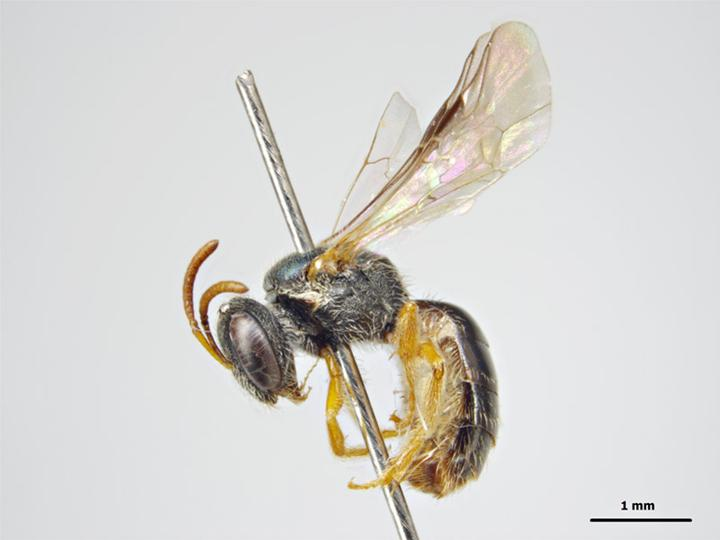
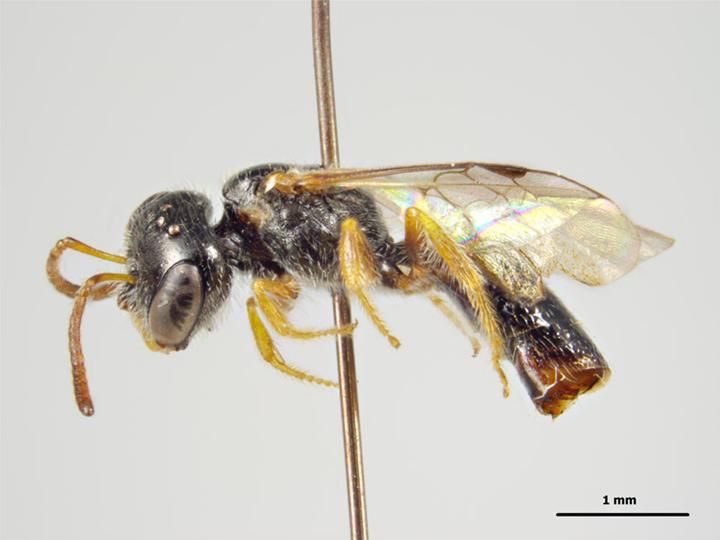